# مصر في الألعاب الأولمبية الصيفية 1920
نافست مصر في دورة الألعاب الأولمبية الصيفية 1920 في أنتويرب ببلجيكا، بوفد رياضي من 20 مشارك في 6 رياضات مختلفة.

## روابط خارجية
- (بالإنجليزية) Egypt at the 1920 Antwerpen Summer Games Su Sport-reference.